# Leichttraktor
Die Bezeichnung Leichttraktor (auch L.Tr.) war die Tarnbezeichnung der deutschen Reichswehr und späteren Wehrmacht für die Entwicklung eines leichten Panzerkampfwagens. Es wurden vier Prototypen-Fahrzeuge noch während der Weimarer Republik entwickelt. Zusammen mit dem Großtraktor waren es die ersten deutschen Panzerfahrzeuge, die nach dem Ersten Weltkrieg entstanden.

## Entwicklung

### Vorgeschichte
Gemäß dem Vertrag von Versailles war dem Deutschen Reich der Besitz einer Panzerwaffe untersagt, weswegen schon frühzeitig Anstrengungen unternommen wurden, dieses Verbot zu umgehen. Im Jahre 1928, also zwei Jahre nach dem Entwicklungsauftrag des Großtraktors, wurden die Unternehmen Rheinmetall, Krupp und Daimler-Benz angewiesen, einen leichten Versuchspanzer mit dem Projektnamen Kleintraktor zu entwickeln, der zehn bis zwölf Tonnen wiegen sollte.
Belegt ist, dass zu diesem Projekt eine entsprechende Notiz im Kraftfahr Rüstungsprogramm vom 17. April 1928 existiert, wonach die ersten Prototypen (Versuchsstücke) im Oktober 1929 ausgeliefert werden sollten, damit 1930 die Erprobung erfolgen konnte. Ab 1931 sollte dann mit den vorhandenen Budgets eine Kompanie mit 17 zu beschaffenden Fahrzeugen aufgestellt werden.

### Entwicklung
Ausgangspunkt war, dass das Inspektorat 6 (Kraftfahrwesen) (In 6 (K)) des Wehramtes seine allgemeinen Anforderungen an solch ein Fahrzeug formulierte. Diese funktionellen Anforderungen wiederum wurden dem Heereswaffenamt übermittelt und die dortige Abteilung Wa Prüf 6 (vertreten durch Oberstlt. Gaissart und Hauptmann Pirner) entwickelte aus den allgemeinen Anforderungen das konzeptionelle Profil (Zeichnungen) und die technische Spezifikation, mit denen die Entwicklungsaufträge (am 25. April 1928) an die vorgesehenen Firmen gegeben wurden. Die Entwicklungsvorschläge der Firmen wurden dann wieder von Wa Prüf 6 und In 6 (K) begutachtet und mit den entsprechenden Änderungsforderungen versehen. Da das Wehramt den Etat kontrollierte, war sichergestellt, dass die Anforderungen des Heereswaffenamtes nicht in einen utopischen Bereich abdrifteten, denn die Fahrzeuge mussten bezahlbar bleiben. In konservativer Denkweise, welche gelegentlich bei militärischen Dienststellen zu finden ist, scheint man sich bei der Konzeption eines leichten Panzers an dem deutschen Modell L.K. II des Ersten Weltkriegs orientiert zu haben, ging aber zeitgemäß das Konzept mit einem Drehturm an.
Für das Entwicklungsprojekt vorgesehen waren die Firmen Friedrich Krupp AG, Rheinmetall und Daimler. Je Firma sollten 2 Prototypen gebaut werden. Interessant ist, dass Wa Prüf 6 zusagte, die Gummilaufketten (Gummiraupen), die militärischen Gerätschaften des Fahrzeugs und den Panzerturm zu liefern. Weiterhin erhielten die Firmen eine Zusage, dass die Entwicklungskosten erstattet würden, sollte ein Wettbewerber den Auftrag erhalten.
Krupp gab seine Zusage für die Fertigung zweier Kleintraktor-Prototypen am 8. Mai 1928 mit dem Hinweis, dass das Fahrzeug gemäß Spezifikation zu schwach motorisiert sei. Da man erkannte, dass aus dem bisherigen Projekt ein mittel großer Panzer entstehen würde und man noch den Hintergedanken hatte einen leichteren Panzer zu schaffen, wurde am 26. Mai 1928 festgelegt, dass das neue Fahrzeug Leichttraktor (L.Tr.) heißen solle und damit der Name Kleintraktor für das kleinere Fahrzeug frei bliebe. An diesem Tag wurden folgende Spezifikationsparameter festgelegt: eine Rheinmetall 3.7-cm-Bewaffnung mit 200 Schuss, drei oder vier Mann Besatzung, Maximalgewicht 6-t (wie der Vickers-Armstrong, der im gleichen Jahr entwickelt wurde), 40 km/h auf der Straße und 20 km/h im Gelände, Steigungen bis 60° und 150 l Tankvolumen. Weiterhin sollte das Fahrzeug einen Vernebelungsapparat, einen Gasfilter und eine Funkausrüstung haben.
Neben der Funktion als Gefechtsfahrzeug sollte der L.Tr. auch als Verpflegungs-Schlepper, Munitionstransporter und in einer Zivilversion gebaut werden. Vorausschauend hatte man am 10. Juni hierzu festgelegt, dass, sollte Daimler den Auftrag ablehnen, eine der anderen Firmen ein drittes Fahrzeug in der Ausführung als gepanzertes Nachschubsfahrzeug und die andere Firma eine Ausführung als 3.7-cm-Kampfwagen-Abwehr-Selbstfahrlafette bauen sollten.
Am 16. Juni 1928 schickte Oberstlt. Gaissert ein Vertragsangebot an Krupp, Rheinmetall und Daimler-Benz (z. Hd. Dr. Porsche). Daimler stieg im Juli 1928 mit einer klaren Absage aus dem Projekt aus. Diese Information wurde am 27. Juli an Wa Prüf 6 gegeben.
Mit dem Schreiben IV Nr. 560/28 legte In 6 (K) die finale Spezifikation für die Entwicklung des Leichttraktors fest.

## Krupp Leichttraktor
Der erste Entwurfsvorschlag von Ingenieur Hagelloch wurde dem Wa Prüf 6 am 3. Juli 1928 zugestellt. Rückmeldung war, dass die geforderte Höchstgeschwindigkeit und die Steigfähigkeit einen 100-PS-Motor erforderte. Angeboten wurden ein 100-PS-Maybach oder ein 15/70/100-PS-Daimler-Motor mit Einspritzung. Krupp empfahl den in den Abmessungen kleineren Daimler-Motor. Die Entwurfszeichnung SK.99 war mit einer umfassenden Beschreibung des Fahrzeugs ergänzt.
Im Weiteren wurde mit der Zeichnung SK.99a auch auf das Thema leichte Zugmaschine (L.Z.) eingegangen. Diese Variante sollte mit einem 50-PS-Motor versehen eine Höchstgeschwindigkeit von 30 km/h auf der Straße erreichen. Man ging davon aus, dass die lange Gummiraupe einen geringeren Bodendruck erzeugen würde als die Ketten der Cletrac- und Holt-Schlepper, und diesen damit überlegen sein dürften.
Die Zeichnung SK.112 befasste sich mit dem Munitions- und Ersatzfahrzeug. Durch das Aufsetzen eines gepanzerten Aufbaus sollte das turmlose Fahrzeug einschließlich Fahrer einen Trupp von 15 Mann befördern können. Unter Weglassen der Sitzgelegenheiten, könnte das Fahrzeug für Transportaufgaben genutzt werden.
Mit der Zeichnung SK.107 wurde ein alternativer Aufbau Beobachtungswagen vorgestellt. Hier sollte es Optionen für die Nutzung im Sanitätsdienst geben. Die Arbeiten an dem Panzerjäger-Konzept Selbstfahrer für 3,7-cm-Kanone waren noch nicht abgeschlossen, doch wurde bereits kategorische ausgeschlossen, dass das Fahrzeug in seiner jetzigen Form als Artillerie-Selbstfahrlafette Selbstfahrer für 7,5-cm-Feldkanone geeignet war.
Am 9. Oktober 1928 stellte Krupp dem Wa Prüf 6 ein Holzmodell vor, dessen Kosten durch Wa Prüf 6 mit einem nachträglichen Vertrag vom 19. Oktober 1928 übernommen wurden. Wa Prüf 6 beanstandete in der Präsentation den Motor, die Position des Kühlers (seitlich), die Lenkvorrichtung von Linke-Hofmann ist nicht ausreichend stark dimensioniert und man verlangte den Einbau eines Modells im Cletrac-Prinzip. Ein von Krupp vorgesehenes, kommerzielles Lkw-Getriebe wurde kritisiert und ein Getriebe mit Klauenkupplung von ZF (Zahnradfabrik-Friedrichshafen) vorgeschlagen.
Der Entwicklungs- und Prototypenvertrag zwischen Krupp und dem Heereswaffenamt wurde vom HWA am 15. Oktober und von Krupp am 24. Oktober gezeichnet.
Am 31. Oktober 1928 wurden einige endgültige Entscheidungen getroffen. Zum Einbau sollte der kommerzielle Daimler-Motor M 36 kommen, der mit einem 3-Gang-Friedrichshafen-Soden-Getriebe und einem Zusatzgetriebe von Krupp die Antriebseinheit bilden sollte. Eine Beobachtungskuppel mit Kinonglas sollte die Stroboskop-Lösung ersetzen und für die Halterung der Laufrollen sollten einige mechanische Komponenten vom Großtraktor übernommen werden. Es wurde weiter mit dem Holzmodell gearbeitet und dieses wurde am 19. Februar 1929 erneut begutachtet.
Am 14. Januar 1930 fand eine Vorführung des Krupp Leichttraktor vor einer hochrangigen Militärkommission in einer Krupp Betriebsstätte in Meppen statt. Die Rückmeldung der Militärs war überaus positiv und es wurde abgestimmt, wann ein Prototyp für das Erprobungsgelände Kummersdorf und zwei weitere zu einem Standort in Unterlüß ausgeliefert werden könnten. Da die Türme von Rheinmetall kamen und weitere Aufbauten montiert werden mussten, wurden der 1. April und der 1. Mai für die beiden ersten Fahrzeuge genannt. Letztlich wurden die Fahrzeuge am 15. und am 25. Februar nach Unterlüß geschickt, wo die Abnahme am 27. März erfolgte. Der militärische Aufbau wurde auf ein Fahrzeug montiert und dieses am 26. April auf dem Werksgelände vorgeführt. Das andere Fahrzeug am gleichen Tag ohne Aufbauen im offenen Gelände erprobt.

## Rheinmetall Leichttraktor
Die Entwicklung von Rheinmetall begann erst 1929 im Werk Unterlüß. Rheinmetall setzte beim eigenen Entwurf von vorneherein auf ein Cletrac-Lenkgetriebe. Es wurde ein 100-PS-Daimler-Motor verbaut mit dem 35 km/h Höchstgeschwindigkeit erreicht wurde. Durch die Montage der Kraftstoffbehälter in Gleiskettenkästen wurde im Innenraum Platz gewonnen. Eine Bandbremse diente als Hilfslenkung. Eine aufklappbare Sehkuppel über dem Fahrer hatte in drei Blickrichtungen Kinon-Mehrschicht-Glasblöcke.
Das Gefechtsgewicht der Rheinmetall-Entwicklung lag bei 8,920 t.
Das dritte Fahrzeug von Rheinmetall war als Selbstfahrlafette mit einer 3,7-cm-Kanone L/45 (wie die 3,7-cm-Panzerabwehrkanone) ausgerüstet.

## Erprobung
Alle vier Fahrzeuge wurden im Sommer desselben Jahres zur Panzerschule Kama, einer geheimen Übungsstätte infolge des Vertrags von Rapallo, verbracht und dort zusammen mit der Roten Armee getestet. Die Krupp Leichttraktoren (Nr. 37 und Nr. 38) trafen am 19. Mai 1930 in Kama ein. Die beiden Fahrzeuge von Rheinmetall (Nr. 39 und Nr. 40) erreichten den Übungsplatz am 4. Juni 1930. 1931 erfolgte eine Bestellung von 289 Leichttraktoren, welche aber ein Jahr später zugunsten des Panzerkampfwagen I storniert wurde.
Die Tests in der Sowjetunion verliefen zwar relativ erfolgreich, jedoch zeigte sich, dass es sich bei den noch unzulänglichen Konstruktionen um reine Übungsfahrzeuge handelte, die nicht zum Kampf geeignet waren. Die Geländegängigkeit war nicht völlig überzeugend und die Motorkonstruktion neigte zum Überhitzen. Ab Januar 1932 wurden neue Ketten mit und ohne Gummipolster getestet und Ende September 1933 wurden die Fahrzeug aus Kasan zurück nach Deutschland gebracht. Hintergrund waren die neuen politischen Verhältnisse in Deutschland, die zu einer Beendigung der deutsch-sowjetischen Zusammenarbeit in Kasan führte. Alle vier Prototypen gingen zum Heereszeugamt Spandau und wurden dann Ende 1933 in fahrbereitem Zustand der Panzerschießschule Alt-Gaarz/Wustrow übergeben. Sie dienten dort für einige Jahre als Trainingsfahrzeuge für die noch junge Panzertruppe.
Ein Rheinmetall Panzer (spätes Fahrwerk) wurde später als Ehrenmal auf dem Truppenübungsplatz Putlos platziert. Keines der Fahrzeuge blieb nach dem Krieg erhalten.

### Technik
Die von beiden Unternehmen gelieferten Prototypen unterschieden sich grundsätzlich beim Laufwerk. Während Rheinmetall ein raupenähnliches Fahrwerk mit zwölf kleinen Doppellaufrädern − aufgehängt zu je zwei Paaren in sechs Doppelschwingen − verwendete, bestand dies bei Krupp aus sechs miteinander verbundenen Doppellaufrollen, welche mittels Schraubenfedern gedämpft und mit einem zusätzlichen Führungsrad vorne und hinten versehen waren.
Die Bewaffnung bestand aus einer halbautomatischen 3,7-cm-KwK mit einer Rohrlänge von 1,67 m und einem leichten Maschinengewehr MG 13; für die Kanone wurden 150 und für das MG 3000 Schuss mitgeführt. Mit einer Front- und Seitenpanzerung von 14 mm bot das Fahrzeug lediglich  Schutz gegen Hartkerngeschosse aus Infanteriegewehren.
Als Antrieb kam bei allen Prototypen der 6-Zylinder-Motor M36 von Daimler-Benz (6 Zylinder, Bohrung × Hub 105×150 mm) zur Verwendung. Dieser aus dem Lkw-Bereich stammende Motor war flüssigkeitsgekühlt und wog 360 kg. Mit einer Tankkapazität von 150 Liter Benzin konnte auf der Straße ein Fahrbereich von etwa 140 Kilometern erreicht werden. Des Weiteren war ein Viergang-Getriebe von ZF verbaut.
Die Besatzung bestand aus vier Mann: Kommandant, Richtschütze, Funker und Fahrer. Die zwei erstgenannten befanden sich im hinten aufgesetzten Turm, während der Funker auf dem Boden rechts versetzt hinter dem Fahrer saß (beim Rheinmetall-Typ saß der Funker auf gleicher Höhe auf der anderen Seite des Motors). Das eingebaute Funkgerät hatte eine Reichweite von zwei bis drei Kilometern, während Morsebetrieb bis zu einer Entfernung von 17 km möglich war.